# Johann Lahner
Johann Lahner (1811 Gyöngyös – 3. listopadu 1885 Mikulov) byl rakouský politik německé národnosti z Moravy, v 2. polovině 19. století poslanec Říšské rady a Moravského zemského sněmu; dlouholetý starosta Mikulova.

## Biografie
Jeho otcem byl c. k. generální auditor Johann Lahner starší.
Johann vystudoval gymnázium a filozofii v Mikulově. Ve Vídni navštěvoval přednášky ze zemědělství a zvěrolékařství. Roku 1834 převzal po dědovi dědičný post poštmistra se statkem v Mikulově. V následujících letech podnikl četné zahraniční cesty. Na svém statku zaváděl progresivní zemědělské metody a technologie. V roce 1847 byl zvolen do městské rady v Mikulově. Od roku 1850 byl starostou Mikulova. Úřad starosty zastával do roku 1873. Pak již ze zdravotních důvodů nemohl pokračovat.
Zapojil se i do vysoké politiky. Od roku 1848 do roku 1849 zasedal také jako poslanec Moravského zemského sněmu. Nastoupil sem po zemských volbách roku 1848 za kurii městskou, obvod Mikulov. Na sněmu byl ustanoven i jeho náhradník Jan Zipfel, který ho měl zastupovat v případě zaneprázdnění. Podle jiného zdroje na zemský sněm usedl až v roce 1849.
Znovu po obnovení ústavního systému vlády v zemských volbách v roce 1861 byl zvolen na Moravský zemský sněm za kurii městskou, obvod Mikulov. Mandát zde obhájil v zemských volbách v lednu 1867 i v krátce poté vypsaných zemských volbách v březnu 1867. Zvolen byl i v zemských volbách roku 1870.
Zemský sněm ho 10. dubna 1867 zvolil i do Říšské rady (tehdy ještě volené nepřímo) za kurii městskou na Moravě.
V roce 1854 mu byl udělen zlatý záslužný kříž. Roku 1867 získal také Řád Františka Josefa.
Zemřel v listopadu 1885. Pohřben byl 5. listopadu 1885.